# Flore Loinger
Pour les articles homonymes, voir Loinger.
Flore Hélène Loinger dite Flore Loinger (née Rosenzweig) (née le 10 janvier 1911 à Chemnitz, Saxe, Allemagne et morte le 27 juillet 1995 à Clichy), avec son époux, Georges Loinger, s'occupe du sauvetage d'enfants juifs durant la Seconde Guerre mondiale.

## Biographie
Flore Loinger est née le 10 janvier 1911 à Strasbourg. Elle est une orpheline du home israélite de Strasbourg.
Elle participe au mouvement de jeunesse sioniste Hatikvah où elle rencontre son futur époux Flore Georges Loinger. Elle est cheftaine et secrétaire des Eclaireurs israélites de France (EIF). 

### École Maïmonide (Boulogne-Billancourt)
Flore Loinger est Secrétaire de l’économe du nouveau Lycée, en 1934 et Georges Loinger est professeur d'éducation physique.

### Seconde Guerre mondiale
Au début de la Seconde Guerre mondiale, Georges Loinger et Flore Loinger dirigent la maison d'enfants au Château de la Guette (Villeneuve-Saint-Denis).
La baronne Germaine de Rothschild met le château de la Guette à disposition pour y accueillir des enfants juifs. En 1939, 130 enfants juifs d’origine allemande et autrichienne rescapés de la Nuit de Cristal seront accueillis par une équipe composée du pédagogue franco-autrichien Alfred Brauner, du médecin Françoise Brauner et du militant autrichien Harry Spiegel qui vont se charger de "réadapter" ces enfants, souvent orphelins,.
Après la mobilisation de Georges Loinger à la déclaration de guerre, Flore Loinger devient la directrice au Château de la Guette,. Elle y rencontre Germaine Le Hénaff. 
Georges Loinger est fait prisonnier durant la débâcle. Parvenant à s'évader de Bavière à la fin de l'année 1940 en compagnie de son cousin Marcel Vogel, rencontré par hasard au stalag 7A, près de Munich, en Allemagne, il rejoint son épouse le 10 janvier 1941, le jour d'anniversaire de cette dernière, il choisit d'arriver à cette date, à l'Hôtel des Anglais à la Bourboule (Puy-de-Dôme), où celle-ci s'est repliée avec 123 jeunes réfugiés. Il décide de s'évader à la suite d'une lettre de Flore Loinger notant qu'elle avait beaucoup de difficultés à s'occuper des jeunes,

### Famille
Georges Loinger et Flore Loinger se marient en août 1934à Strasbourg. Ils ont un fils aîné, Daniel Loinger, né le 28 mai 1937, mais d'après les récits de son père, en 1934,! Leur deuxième fils, Guy Loinger, économiste et universitaire, né le 10 décembre 1942, est mort à 69 ans, à Paris, le 11 février 2012.

### Mort
Flore Loinger est morte en 1995.